# Shōtoku
Carević Shōtoku (聖徳太子, しょうとくたいし, Shōtoku Taishi, 1 dan 1. mjesec 3. godine cara Bidatsua / 7. veljače 572. – 22. dan 2. mjesec 30. godina carice Suiko / 8. travnja 622.), također i carević Umayado (厩戸皇子, Umayado no ōji) odnosno carević Kamitsumiya (上宮皇子, Kamitsumiya no ōji), bio je japanski polumitski regent i političar iz razdoblja Asuke. Službovao je za vrijeme carice Suiko.
Bio je sin cara Yōmeija i njegove mlađe polusestre Anahobe no Hashihito. Roditelji su mu bili rodbina vladajućeg klana Soge. Bio je uključen pri porazu takmaca, klana Mononobea. Primarni izvor njegovog života dolazi iz Nihon Shokija.
Tijekom niza naraštaja, razvio se je kult oko lika carevića Shōtokua za zaštitu Japana, carske obitelji i budizma. Ključne vjerske figure kao što su Saicho, Shinran i ostali tvrdili su da je nadahnuće njihovim vizijama bio Shōtoku.

## Kulturna i politička uloga
Njegova tetka, carica Suiko ga je imenovala za regenta (sesshōa) 593. godine. Nadahnut Budinim učenjima, uspio je uspostaviti centralizirani sustav vladanja za vrijeme svog carevanja. 603. godine je na dvoru uspostavio Sustav dvanaest razina. Pripisuje mu se proglašenje Ustava od 17 članaka.
Kako su hramovi bili središta za štovanje nove religije (za razliku od šintoizma u kojemu su se štovale lokacije u prirodi) carević Shōtoku (574. – 622.), koji je vladao kao regent i bio glavni promicatelj budizma, osnovao je hram Hōryū-ji u Ikaruzi, u blizini glavnog grada Nare 607. godine.